# Prêmio FIFA Ferenc Puskás de 2009
O Prémio FIFA Ferenc Puskás de 2009 foi a primeira premiação do prêmio anual Puskás, que elege o golo mais bonito do ano. Foi realizado no dia 21 de dezembro de 2009 e teve como vencedor o futebolista português Cristiano Ronaldo, no jogo entre Manchester United e FC Porto pela Liga dos Campeões da UEFA de 2008–09.

## Candidatos
| Posição | Jogador           | Nacionalidade | Time              | Oponente         | Resultado | Competição                                 | % votos |
| ------- | ----------------- | ------------- | ----------------- | ---------------- | --------- | ------------------------------------------ | ------- |
| 1º      | Cristiano Ronaldo | Portugal      | Manchester United | Porto            | 1–0       | Quartas da Liga dos Campeões de 2008–09    | 17.68%  |
| 2º      | Andrés Iniesta    | Espanha       | Barcelona         | Chelsea          | 1–1       | Semifinal da Liga dos Campeões de 2008–09  | 15.64%  |
| 3º      | Grafite           | Brasil        | VfL Wolfsburg     | Bayern Munich    | 5–1       | Bundesliga de 2008–09                      | 13.39%  |
| 4º      | Eliran Atar       | Israel        | Bnei Yehuda       | Maccabi Netanya  | 1–1       | Campeonato Israelense de 2008–09           | 13.36%  |
| 5°      | Fernando Torres   | Espanha       | Liverpool         | Blackburn Rovers | 4–0       | Premier League de 2008–09                  | 9.44%   |
| 6°      | Nilmar            | Brasil        | Internacional     | Corinthians      | 1–0       | Campeonato Brasileiro de 2009              | 8.71%   |
| 7       | Michael Essien    | Gana          | Chelsea           | Barcelona        | 1–1       | Semifinal da Liga dos Campeões de 2008–09  | 7.85%   |
| 8º      | Luis Ángel Landín | México        | Cruz Azul         | Morelia          | 1–1       | Campeonato Mexicano de 2009                | 7.30%   |
| 9°      | Emmanuel Adebayor | Togo          | Arsenal           | Villarreal       | 1–1       | Quartas da Liga dos Campeões de 2008–09    | 4.04%   |
| 10º     | Katlego Mphela    | África do Sul | África do Sul     | Espanha          | 2–3       | 3° lugar da Copa das Confederações de 2009 | 2.59%   |